# SMS Mainz (1909)
«Майнц» (нем. SMS Mainz) — немецкий лёгкий крейсер времён Первой мировой войны. Второй корабль в серии из четырёх однотипных кораблей. Заложен в 1907 году, спущен на воду 23 января 1909 года, вошёл в строй 1 октября 1909 года.

## История службы
На момент начала Первой мировой войны лёгкий крейсер «Майнц» входил в состав разведывательных сил Флота Открытого моря, возглавляемых контр-адмиралом Хиппером.
28 августа 1914 года в составе отряда крейсеров принял участие в Гельголандском сражении. В первой половине дня «Майнц», следовавший из устья Эмса в район острова Гельголанд в боевом охранении основных сил, был атакован крупным соединением британских кораблей. Против «Майнца» действовали лёгкие крейсера «Аретьюза» и «Фирлесс», поддерживаемые 31 эскадренным миноносцем.
В результате скоротечного боя «Майнц» получил ряд попаданий артиллерийскими снарядами и торпедой и, потеряв боеспособность, стал тонуть. В 12 часов 50 минут крейсер спустил флаг. Оставшиеся в живых члены экипажа крейсера были сняты британскими кораблями. Потери среди экипажа — 89 человек убитыми.
В 14 часов 10 минут лёгкий крейсер «Майнц» затонул в точке с координатами 53°58′ с. ш. 6°42′ в. д.

## Командиры корабля
- фрегаттен-капитан Фридрих Тейсмеер (октябрь 1909 — январь 1910)
- фрегаттен-капитан Ганс фон Абекен (январь — февраль 1910, май 1910)
- фрегаттен-капитан Вильгельм Тимме (июнь — сентябрь 1910)
- фрегаттен-капитан/капитан-цур-зее Морис фон Эгиди (сентябрь 1910 — сентябрь 1912)
- фрегаттен-капитан Генрих Рейцман (октябрь 1912 — январь 1913, июнь — ноябрь 1913)
- капитан-лейтенант/корветтен-капитан Гусав Блокхайс (январь — июнь 1913)
- фрегаттен-капитан/капитан-цур-зее Вильгельм Пашен (ноябрь 1913 — август 1914)